# گیاه گردی
گیاهِ گَردی (نام علمی: Catopsis berteroniana) نام یک گونه از خانواده آناناسیان است.